# Faustina Hasse Hodges

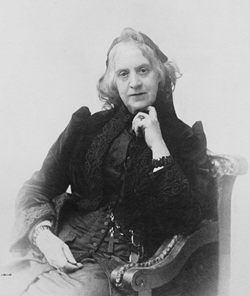
Faustina Hasse Hodges

Faustina Hasse Hodges (* 7. August 1823 in Malmesbury; † 4. Februar 1895 in Philadelphia) war eine US-amerikanische Komponistin und Organistin.

## Leben
Faustina Hasse Hodges war die Tochter von Edward Hodges und wirkte als Organistin in Brooklyn und ab 1878 in Philadelphia. Sie komponierte Instrumentalstücke und sakrale Gesänge, außerdem auch weltliche Lieder und Klavierstücke. Sie verfasste eine Biographie ihres Vaters, die 1896 im Druck erschien.

## Quelle
- Alfred Baumgartner: Propyläen Welt der Musik Band 3, ISBN 3-549-07833-1, S. 108–09

| Personendaten    | Personendaten                               |
| ---------------- | ------------------------------------------- |
| NAME             | Hasse Hodges, Faustina                      |
| KURZBESCHREIBUNG | US-amerikanische Komponistin und Organistin |
| GEBURTSDATUM     | 7. August 1823                              |
| GEBURTSORT       | Malmesbury                                  |
| STERBEDATUM      | 4. Februar 1895                             |
| STERBEORT        | Philadelphia                                |